# 콧카

콧카의 위치

콧카(핀란드어: Kotka, "독수리"라는 뜻)는 핀란드 남부 퀴멘락소 지역에 위치한 도시로, 면적은 949.74 km2, 인구는 54,837명(2012년 기준), 인구 밀도는 202.13명/km2이다. 1879년 도시 지위를 부여받았으며 핀란드만 연안과 퀴미 강 어귀와 접한다.

## 자매 도시
- 폴란드 그디니아
- 에스토니아 탈린
- 러시아 크론시타트
- 러시아 상트페테르부르크
- 스웨덴 란스크로나